# Festival Internacional de Cultura de Boyacá
O Festival Internacional de Cultura de Boyacá, em espanhol Festival Internacional de Cultura de Boyacá, também conhecido pela sigla "FIC" é um evento cultural internacional realizado anualmente na cidade de Tunja, Colômbia. O Festival oferece performances em diversas áreas artísticas: música, teatro, dança, literatura, artes visuais, cinema, património cultural e reuniões intercâmbios culturais.

## História

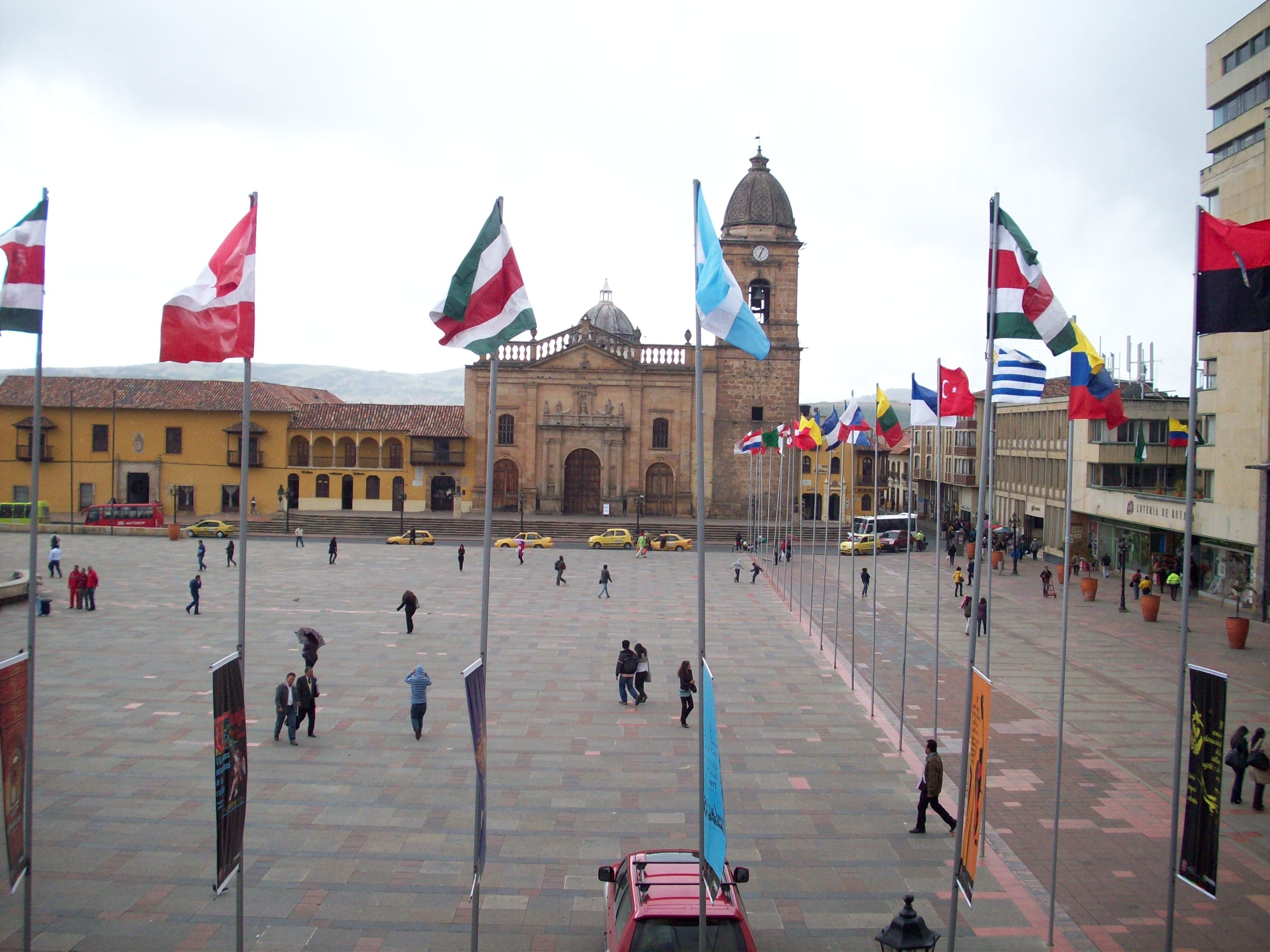
Praça de Bolívar de Tunja, o cenário principal do FICB

O Festival foi criado em 1973 sob o nome de "Semana da Cultura Internacional". Em 1981, adoptou o seu nome actual e, eventualmente, se tornou um dos eventos mais importantes da América Latina. A FIC reúne milhares de artistas e tem mais de 300.000 visitas a cerca de 500 eventos por versão.
O Festival foi concebido para atender às diferentes manifestações culturais e artísticas de ordem internacional, que prólogo de 1990, por duas semanas, e teve a apresentação de concertos em que participaram: sinfónicas e de câmara orquestras, coros, solistas e igualmente folk e ballet clássico, grupos tradicionais e teatro de rua e espectáculos de marionetas, conferências e cinema, exposições de arte, arte popular, feira de livros e conferências.
A grande receptividade da cidade tem sido fundamental para o sucesso do evento, e sem dúvida a tradição antiga dos Tunjanos que, ano após ano, aumentaram a sua presença e participação em todos as presentações.